# Walter Dietrich
Walter Dietrich, född 24 december 1902, död 27 november 1979, var en schweizisk fotbollsspelare.
Dietrich blev olympisk silvermedaljör i fotboll vid sommarspelen 1924 i Paris.